# Elam (Altertum)

Karte von Elam

Das Reich Elam (sumerisch ElamKI, akkadisch KURElamtum; griechisch Ἐλυμαία Elymaía oder Ἐλυμαΐς Elymaḯs) mit der Hauptstadt Susa (bzw. Schusim) lag östlich des Tigris in einem Gebiet, das heute Chusistan (im heutigen Iran) genannt wird. In seiner wechselvollen Geschichte – zwischen 3000 und 640 v. Chr. – wurde es immer wieder von den Mächten des Zweistromlandes (Sumerer, Akkader, Babylonier, Assyrer) erobert und fiel seinerseits häufig in Mesopotamien ein.
Seit dem 14. Jahrhundert v. Chr. war „König von Anschan und Susa“ ein Titel elamischer Könige. Als Anschan wurde ein Gebiet Elams bezeichnet, das an Parsu(m)a(sch) und Ellipi grenzt.

## Etymologie
Der Name Elam ist zuerst ab der Mitte des 3. Jahrtausends vor Chr. in sumerischen Quellen belegt und bezeichnete das Hochland im Osten (heute Iran) und seine Bewohner. Geschrieben wurde der Name mit dem Sumerogramm NIM. NIM hat die Bedeutung von hoch. Meistens wurde es begleitet vom Determinativ KI, das Land bedeutet. Die akkadische Form war gewöhnlich elamtum, für das Land und elamû, Feminin ela(m)mītu(m) für „elamisch“. Erst im 18. Jahrhundert v. Chr. während der Herrschaft von Siwe-Palar-Khuppak ist Elam erstmals in elamischer Sprache als halHatamti, hal Hatamti oder Hatamti- nachgewiesen. Daneben gab es auch die Form Haltamti, die Walther Hinz als Zusammensetzung aus den elamischen Wörtern hal „Land“ und tampt „Herr“ erklärt. Also „Land des Herrn“ Es erscheint daher möglich, wenn auch schwer strickt zu beweisen, dass das sumerische Wort Elam mit Haltamti oder auch nur mit hal „Land“ zusammenhängt. Wegen der Bedeutung des Sumerogramms wurde mehrfach eine Verbindung zu akkadisch elû(m) „hoch“ erwogen. Das stößt aber auf große sprachliche Schwierigkeiten und trägt auch nicht dem Umstand Rechnung, dass das Wort zuerst im Sumerischen belegt ist.
Der moderne Name Elam ist wie viele andere Orte, die in der westlichen Tradition als biblische Länder gelten, eine Adaption von ‘Êlām aus der hebräischen Sprache, von dem das griechische Wort Ailam abgeleitet ist. Elam wurde über das Alte Testament der Bibel bekannt. Es wird in der Völkerliste aufgeführt und der König Kedor-Laomer wird erwähnt. Elam ist prominent bei Jeremia aufgeführt und im Buch Daniel erscheint der Ort im Traum des Propheten. Bei Esther ist es der Ort mit den wichtigen Ereignissen. Im Neuen Testament taucht das Volk der Elamer in der Apostelgeschichte des Lukas auf.

## Geschichte

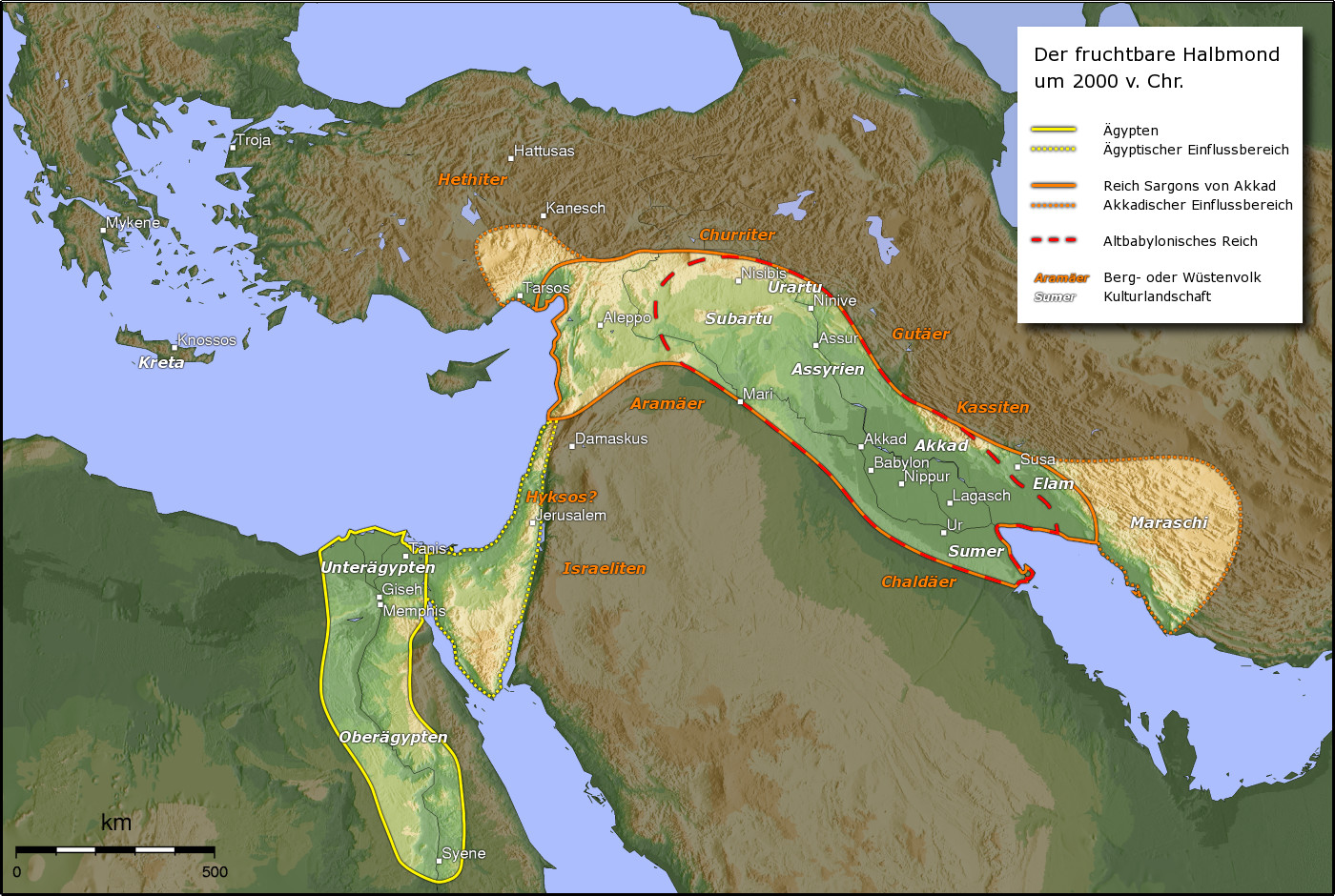
Der fruchtbare Halbmond um 2000 v. Chr.

Hauptsiedlungsgebiet der Elamiter war das Flachland im Südwesten des heutigen Irans, im Wesentlichen die heutigen Provinzen Ilam, Chuzestan und Luristan. Zum Gebiet des alten Elam gehörte weiter im Osten auch das Bergland um Anzan, was Teile der heutigen Provinz Kohgiluyeh und Boyer Ahmad und den Westen von Fars umfasst.

### Proto-Elamisch (3200–2900 v. Chr.)
Die Proto-Elamische Sprache war, wie das Sumerische, weder indogermanisch noch semitisch. Bisher ist es nicht gelungen, die Schrift zu entziffern und daher kann auch nicht mit Sicherheit belegt werden, dass es ein Vorgänger des Elamischen ist. Ein Argument für die Kontinuität sind einige Zeichen, die in beiden Schriften ähnlich sind. Ein Argument dagegen ist der lange Hiatus zwischen den Schriften. Proto-elamisch ist daher ein problematischer, aber etablierter Fachbegriff.
Das Proto-Elamische wird mit den Schichten 16 bis 13 in die Susa-III-Periode datiert. Auf dem iranischen Plateau fällt es zeitlich in die mittlere und späte Banesh-Periode. Hier ist der Fundort Anschan (Persien) (Tal-i Malyan) das Zentrum. Absolut wird der proto-elamische Zeitraum vom späten 4. Jahrtausend bis ins frühe 3. Jahrtausends v. Chr. datiert.
Neben der proto-elamischen Schrift gibt es weitere Hinterlassenschaften, die zur proto-elamischen Kultur gezählt werden. Dabei handelt es sich vor allem um die charakteristische Ikonographie. Hauptquelle sind Rollsiegel und Figurinen, Monumentalkunst ist unbekannt. Rollsiegelabdrücke wurden in großer Zahl auf proto-elamischen Tafeln gefunden. Sie zeigen Tiere, die wie Menschen handeln. Beispiele hierfür sind das Weben, das Marschieren oder das Fischen. Eine besondere Rolle nehmen der Löwe und der Stier ein, die häufig in einer Art „ewigen Kampfes“ dargestellt werden, in dem mal der Stier, mal der Löwe gewinnt. Neben den Siegeln gibt es einige gut ausgearbeitete Skulpturen, die ebenfalls Tiere darstellen. Dies sind einerseits einfache Tiere, anderseits anthropomorphe Tiere, die Kleidung tragen und ebenfalls bei typisch menschlichen Handlungen dargestellt sind.
Vor Beginn der proto-elamischen Kultur ist Susas materielle Kultur stark von der Uruk-Kultur Mesopotamiens geprägt. Susa II wird bis zum Zusammenbruch Uruks als dieser Kultur zugehörige Fundstelle betrachtet. Bereits am Ende dieser Phase sind jedoch einige proto-elamische Züge zu beobachten. In Susa III kommt es 2950 v. Chr. zu einem deutlichen Bruch in der materiellen Kultur. Zur Erklärung dieses abrupten Wechsels dienen mehrere Hypothesen. Amiet geht von einer Eroberung des Uruk-Susa durch Hochlandethnien aus. Steve hingegen vermutet, Susa habe sich von einer Uruk-Fremdherrschaft befreit. Daniel T. Potts stellt fest, es gebe keine archäologischen Beweise für kriegerische Auseinandersetzungen oder den von Amiet behaupteten Kampf der Ethnien.
Gleichzeitig zur späten Uruk-Kultur und Susa II bestand in Fars die frühe Banesh-Phase, die durch geringe Besiedlung und wenig Zentralisation gekennzeichnet ist. Tal-i Malyan spielt keine besondere Rolle im Siedlungsmuster. Die mittlere und späte Banesh-Phase ist gleichzeitig mit Susa III und ihrer proto-elamischen Kultur. In der mittleren Banesh-Phase wird Tal-i Malyan mit öffentlichen Gebäuden handwerklicher Spezialisierung und zentraler Administration zu einer kleinen Stadt von 45 Hektar. In der späten Banesh-Phase wächst sie sogar auf 200 Hektar an und wird von einer massiven Mauer umschlossen.
Von den beiden Zentren Susa und Tal-i Malyan verbreitet sich die Proto-Elamische Kultur auf dem gesamten Iranischen Plateau bis zum Südrand der Wüste von Lut. Vereinzelt finden sich sogar proto-elamische Objekte im Sistan Becken.
Am Ende der ersten Hälfte des 3. Jahrtausends bricht die proto-elamische Kultur zusammen. Gleichzeitig zur frühdynastischen Zeit in Mesopotamien beginnt um etwa 2800 v. Chr. Susa IV, das weder die proto-elamische Schrift noch die typische Ikonographie aufweist und seiner materiellen Kultur nach eher zu Mesopotamien gehört. Am Ende der Banesh-Zeit, 2600 v. Chr., brechen Tal-i Malyan und viele weitere Siedlungen in Fars ab, die proto-elamische Kultur verschwindet. Es folgt eine Zwischenzeit von mehreren hundert Jahren bis zum Beginn der altelamischen Kultur.

### Trans-Elamisch (2900–2100 v.Chr)

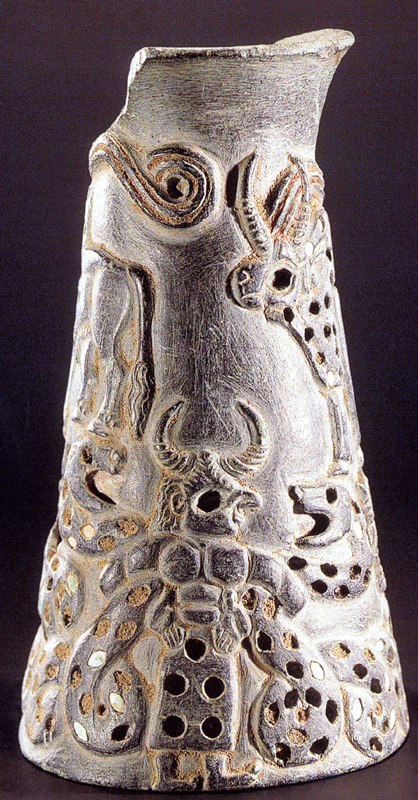
Chloritgefäß aus dem Kunsthandel im Trans-Elamischen Stil

Der Begriff „trans-elamisch“ ist eine Alternative zu dem Terminus „interkultureller Stil“ oder „série ancienne“. Er bezeichnet einen bestimmten Stil, der in einem weiten Raum von Mesopotamien und der Arabischen Halbinsel bis in das Industal verbreitet ist. Eines seiner Produktionszentren ist Tepe Yahya. Der Stil datiert in die Mitte des 3. Jahrtausends v. Chr. Er ist damit gleichzeitig mit der frühdynastischen Zeit in Mesopotamien.
Bei diesem Stil handelt es sich um eine sehr charakteristische Ikonographie, die sich überwiegend auf Steatit- oder Chloritgefäßen befindet. Es sind auch einige Metallgefäße in diesem Stil erhalten. Der Begriff wurde von Amiet eingeführt. Aufgrund der Herkunft dieses Stils aus Südostiran nahm er an, es handele sich um die Nachfolger des proto-elamischen Stils und schließe somit die Lücke zur altelamischen Kultur, mit der sich diese Objekte zeitlich auch überschneiden. Es gibt jedoch eine zeitliche Lücke zwischen proto-elamischem und trans-elamischen Stil, die eine Kontinuität unwahrscheinlich machen. Trotzdem ist der Begriff in der Wissenschaft etabliert und wird mit dem Begriff „Interkultureller Stil“ synonym verwendet.

### Altelamische Periode (2600–1900 v. Chr.)
Die altelamische Periode oder Epoche umfasst eine Zeit von 2600 bis 1900 (oder etwa 2100 bis 1600) v. Chr. Es gab zwei elamische Dynastien: Die erste sind die Könige von Awan, die zweiten die von Schimaschki. Durch die gesamte Alt-elamitische Zeit wurde Elam immer wieder von mesopotamischen Herrschern erobert. Nur selten war es unabhängig.

#### Die Dynastie von Awan
In der Frühdynastischen Zeit in der ersten Hälfte des 3. Jahrtausend v. Chr. gibt es in Mesopotamien etliche Stadtstaaten, die abwechselnd Mesopotamien dominieren. Diese Dominanz wird durch das „Königtum“ auf der Sumerischen Königsliste ausgedrückt. Um 2450 v. Chr. eroberte Eanatum von Lagasch Elam. Auch Awan besaß das Königtum, verlor es jedoch dann wieder. Es scheint, dass es ständige Konflikte unter den Stadtstaaten gab, in die Awan manchmal hineingezogen wurde.
Seit der Gründung des Akkadischen Reichs befand es sich nahezu ständig im Krieg mit seinen östlichen Nachbarn. Sargon, der Begründer des Akkadischen Königreiches, führte ab etwa 2300 v. Chr. etliche Feldzüge gegen elamischsprachige Könige. Er unterwarf 13 Städte im Osten seines Reiches und gliederte sie teilweise in das Akkadische Reich ein. Seine Söhne Rimuš und Maništušu führten diese Tradition weiter. Naram-Sin war der erste Herrscher, von dem bekannt ist, dass er einen Vertrag mit einem der Könige von Awan schloss, um sich dessen Loyalität zu sichern. Aus unbekannten Gründen wurde dieser Vertrag jedoch gebrochen und auch Naram-sin führte wieder Krieg gegen die Menschen im Osten. Mit Naram-sins Nachfolger Šar-kali-šarri verlagert sich der Krieg erstmals in das Akkadische Reich.
Dem Ende Akkads gegen 2150 v. Chr. geht eine große Instabilität voraus. Einfälle der Gutäer und ständig wechselnde Könige charakterisieren diese Zeit. Schließlich erobert Puzur-Inšušinak, der letzte König von Awan, große Teile des zerfallenden Akkadischen Reiches. Er ist der einzige König von Awan, von dem nennenswerte Nachrichten überliefert sind. Im weiteren Verlauf seiner Herrschaft führt er gegen Ur-Nammu Krieg, der ebenfalls ein Reich im zerfallenden Akkadischen Reich erobert hatte.
Archäologische Betrachtungen des Gebietes östlich Mesopotamiens zur Zeit der Könige von Awan und des Akkadischen Reiches sind ernüchternd. Weder gibt es Städte noch Anzeichen für eine zentralisierte Verwaltung, die auf einen König gerichtet ist. Es muss also ernsthaft infrage gestellt werden, was es bedeutete, König von Awan zu sein. Es könnte auch sein, dass die Könige die Fehlinterpretation der Akkader waren, die an zentrale Herrschaft gewöhnt waren.
Archäologisch bedeutsame Funde dieser Epoche stammen vor allem aus Chuzestan (etwa aus Susa) und Fars (etwa aus Anschan).
Unter Puzur-Inšušinak gibt es das erste Mal monumentale Kunst. Die Linear-elamische Schrift, mit der er seine Kunstwerke beschriften lässt, wird mit ihm assoziiert. Wegen des geringen Korpus von 21 Schriftstücken ist sie bisher nicht entziffert worden. Eine gängige Hypothese ist, dass unter Puzur-Inšušinak eine sekundäre Staatsentstehung erfolgte. Das heißt, als Reaktion auf die ständigen Aggressionen des Akkadischen Staates organisieren sich die Menschen des Hochlandes, um dem zu widerstehen. Die Formierung des elamischen Staates und einer elamischen Ethnie könnte großteils auf die vielen Angriffskriege Akkads zurückzuführen sein.

#### Die Dynastie von Schimaschki

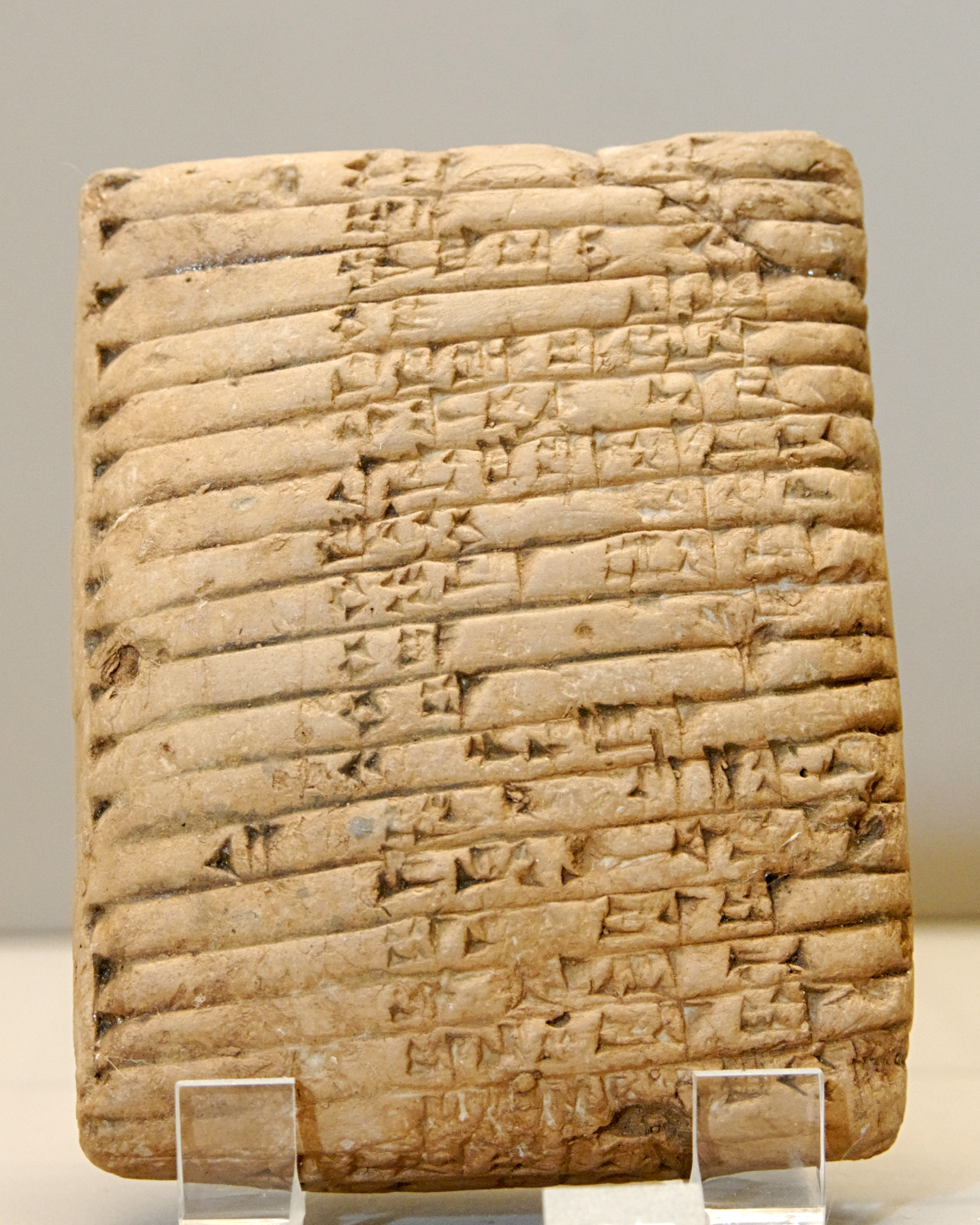
Keilschrifttafel mit der Liste der Könige von Šimaški

Ur-Nammu erobert Mesopotamien und Susa gegen 2100 v. Chr. und begründet damit die dritte Dynastie von Ur. Mit der Eroberung Susas ist auch der Weg für weitere Feldzüge nach Osten geebnet. Zum ersten Mal wird der Name Schimaschki in der Regierungszeit von Šulgi, Ur-Nammus Sohn, genannt. Šulgi hat eine vergleichsweise differenzierte Beziehung zu den im Osten lebenden Gesellschaften. Ein Teil gehört zu steuerpflichtigen Grenzkolonien, ein Teil ist unabhängig und wird aber durch Heiraten mit Šulgis Töchtern loyal gemacht und ein Teil befindet sich im Krieg mit Šulgi. Die Schimaschki werden zunächst als Steuerzahler aufgelistet. Botschafter aus dem Osten waren häufig in Mesopotamien zu Besuch.
Der folgende König Šu-Sin der dritten Dynastie von Ur führt jedoch wieder etliche Kriegszüge gegen die östlichen Gebiete. Unter diesem Druck kristallisierte sich eine Anti-Ur-Koalition heraus, deren Oberhaupt oder Stellvertreter die Könige von Schimaschki sind. Als es in der Zeit des darauf folgenden Königs Ibbi-Sin gegen etwa 1950 v.Chr zu innenpolitischen Konflikten kommt, nutzen die Könige von Schimaschki die Gelegenheit und greifen Mesopotamien an. Sie verwüsten Sumer und Ur, rauben etliche Tempel aus und entführen Ibbi-Sin in die Berge. Dies ist das Ende der dritten Dynastie von Ur. Die darauf folgende Zeit ist historisch weniger gut gesichert. Es wird jedoch wieder Handel zwischen Mesopotamien und Elam geführt und interdynastische Heiraten finden statt.
Ähnlich wie in der Dynastie von Awan lässt sich auch in der Dynastie von Schimaschki archäologisch kein Staat in Elam fassen. Die geographische Region, die mit den Schimaschkis in Verbindung gebracht wird, ist nicht einheitlich. Sie weist eine Reihe von unterschiedlichen archäologischen Kulturen auf, wie beispielsweise die Kafari-Kultur in Fars. Diese Befunde werden als eine Konföderation verschiedener Stämme interpretiert, die kein festes zentrales Königtum hatten, sondern nach dem Konzept eines segmentären Staates funktionierten, also nur zeitweise für ein gemeinsames Ziel unter einem charismatischen Herrscher vereint waren.

### Mittelelamische Periode (1900–1100 v. Chr.)
Die mittelelamische Periode oder Epoche umfasst eine Zeit von 1900 bis 1100 (etwa 1600 bis 1150) v. Chr.
König Untasch-Napirischa aus der Dynastie der Igehalkiden erbaute um 1250 v. Chr. eine neue Hauptstadt (Dur Untasch).
Das Reich war bundesstaatlich organisiert: An der Spitze stand ein Oberkönig, dem mehrere Vasallenfürsten unterstanden. Dessen Stellvertreter (Vizekönig) war sein nächstjüngerer Bruder; Fürst von Susa war der Sohn des Oberkönigs. Starb der Oberkönig, wurde keineswegs sein Sohn der Nachfolger, sondern der Vizekönig und an dessen Stelle rückte dann wieder der nächstjüngere Bruder. Somit waren Streitigkeiten innerhalb der Herrscherfamilien kaum zu vermeiden – oftmals stürzte der Vizekönig seinen älteren Bruder und erlangte so die Herrschaft.
Den Höhepunkt seiner Machtentfaltung erreichte Elam dann aber unter der Dynastie der Schutrukiden (12. Jahrhundert v. Chr.). Schutruk-Nahhunte (1185 bis 1155 v. Chr.) eroberte hunderte babylonische Orte, darunter Babylon selbst und Sippar, und legte den Besiegten den gewaltigen Tribut von 120 Talenten Gold und 480 Talenten Silber auf. Die berühmte Gesetzesstele des Hammurapi I. (mit dem Kodex Hammurapis) wanderte in die Stelensammlung des Königs in der Hauptstadt Susa, wo sie über drei Jahrtausende später von französischen Archäologen wieder freigelegt wurde. Ende des 12. Jahrhunderts v. Chr. unterlag Hutelutuš-Inšušinak den Babyloniern unter Nebukadnezar I. Aus den folgenden drei Jahrhunderten liegen keine weiteren Informationen über Elam vor.

### Neuelamische Periode (800–646 v. Chr.)

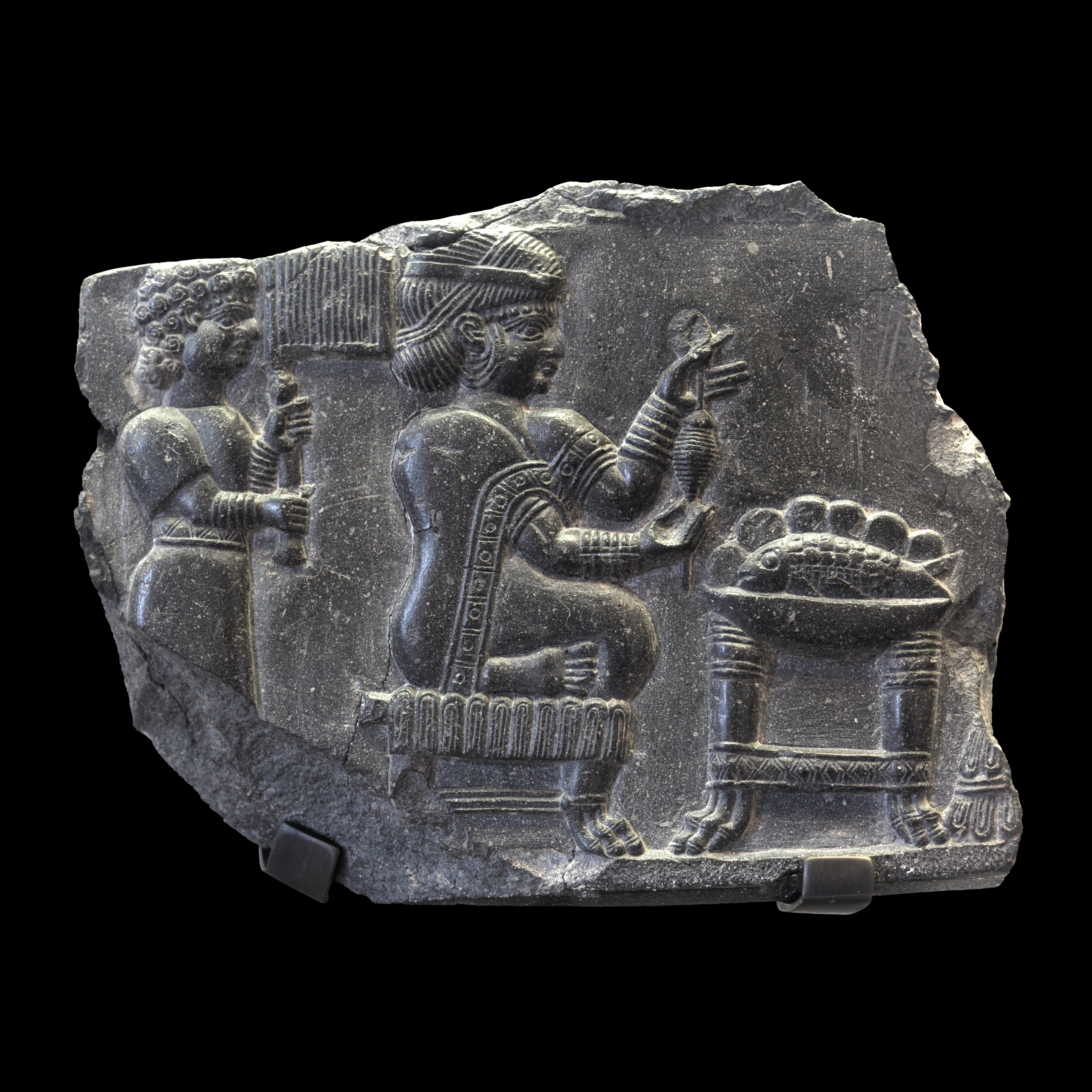
Relieffragment mit Spinnerin, Neuelamische Periode

Die neuelamische Periode umfasst eine Zeit von 800 bis 646 (oder etwa 1000 bis 600) v. Chr.
Seit der Mitte des achten Jahrhunderts, mit Humban-igaš I., fließen die Quellen wieder reicher, da sich Elam in einem stetigen Kampf gegen das aufstrebende Reich der Assyrer befand und diese von den Ereignissen genau berichten. Königliche Residenz war nun meist Madaktu, eine Stadt, die vielleicht leichter zu verteidigen war und deshalb besseren Schutz als Susa bot. Die Elamiter unterstützten zusammen mit den Aramäern den Chaldäerfürsten Merodach-Baladan von Bit Jakin, so dass dieser 721 v. Chr. König von Babylon werden konnte.
In dieser Zeit folgte ein langsamer Niedergang, der seinen Abschluss in der endgültigen Vernichtung des elamischen Reiches durch den Assyrerkönig Assurbanipal um 646 v. Chr. fand. Es war einer der letzten Triumphe, die ein assyrischer Herrscher verkünden konnte. Gegen Ende der langen Herrschaft von Assurbanipal versank Mesopotamien dann seinerseits für ein Jahrzehnt in einem dunklen Zeitalter (ca. 635-626 v. Chr.)

### Elam im Achämenidenreich
Im 6. Jahrhundert v. Chr. ging Elam durch die Eroberung und Besetzung der Perser im Achämenidenreich auf und wurde als weitere Satrapie (Provinz) eingegliedert. Von den Griechen wurde diese Provinz Elymais genannt, das unter den Parthern sogar wieder eine gewisse politische Rolle spielte und wohl auch zeitweilig unabhängig war.
Über letzte Ausläufer der elamischen Sprache berichten arabische Chronisten um das Jahr 1000 n. Chr.

## Sprache
Die elamische Sprache – auch Elamitisch genannt –, die mit keiner anderen des alten Orients verwandt ist, war eine der offiziellen Sprachen des Perserreiches. Dareios I. ließ fast alle Inschriften dreisprachig verfassen: Altpersisch, Elamisch und Babylonisch.

## Mythologie
Hauptgottheiten waren Pinikir (die mit der babylonischen Ischtar gleichgesetzt wurde), Humban, Inšušinak (ursprünglich der Stadtgott Susas), und der Sonnengott Nahundi.